# Chi Lá thang
Bài này viết về một chi thực vật, về thành phố cổ có tên gọi Polemonium, xem bài Side (Pontus).
Chi Lá thang (danh pháp khoa học: Polemonium), là một chi của khoảng 25-30 loài thực vật có hoa trong họ Lá thang (Polemoniaceae), có nguồn gốc tại khu vực ôn đới mát tới các khu vực cận kề Bắc cực của Bắc bán cầu cũng như ở miền nam dãy núi Andes tại Nam Mỹ. Nhiều loài sinh sống trên các cao độ lớn trong các dãy núi.
Chúng chủ yếu là các cây lâu năm (rất ít loài là cây một năm) cao tới 10–120 cm với các lá màu lục sáng được phân chia thành các lá chét hình mũi thương, và sinh ra các hoaa màu lam (ít khi trắg hay hồng) vào mùa xuân và mùa hè.
Các loài trong chi Polemonium bị ấu trùng của một số loài côn trùng thuộc bộ Cánh vẩy (Lepidoptera) phá hại, như Coleophora polemoniella.

## Một số loài
- Polemonium acutifolium: Lá thang cao
- Polemonium antarcticum
- Polemonium boreale: Lá thang miền bắc
- Polemonium brandegeei: Lá thang Brandegee
- Polemonium caeruleum:
- Polemonium californicum: Lá thang sặc sỡ
- Polemonium carneum: Lá thang hoàng gia
- Polemonium chartaceum: Lá thang Mason
- Polemonium chinense
- Polemonium confertum Lá thang núi Rocky
- Polemonium cuspidatum: Lá thang đầu cứng
- Polemonium delicatum
- Polemonium elegans: Lá thang tao nhã
- Polemonium eximium
- Polemonium foliosissimum: Lá thang tháp
- Polemonium gayanum
- Polemonium longii Lá thang Long
- Polemonium mexicanum
- Polemonium micranthum: Lá thang một năm
- Polemonium nevadense: Lá thang Nevada
- Polemonium occidentale: Lá thang miền tây
- Polemonium pauciflorum: Lá thang ít hoa
- Polemonium pectinatum: Lá thang Washington
- Polemonium pulcherrimum: Lá thang đẹp
- Polemonium reptans: Nữ lang Hy Lạp
- Polemonium sumushanense
- Polemonium vanbruntiae: Lá thang Van Brunt
- Polemonium viscosum: Lá thang dính
- Polemonium yezoense

## Hình ảnh

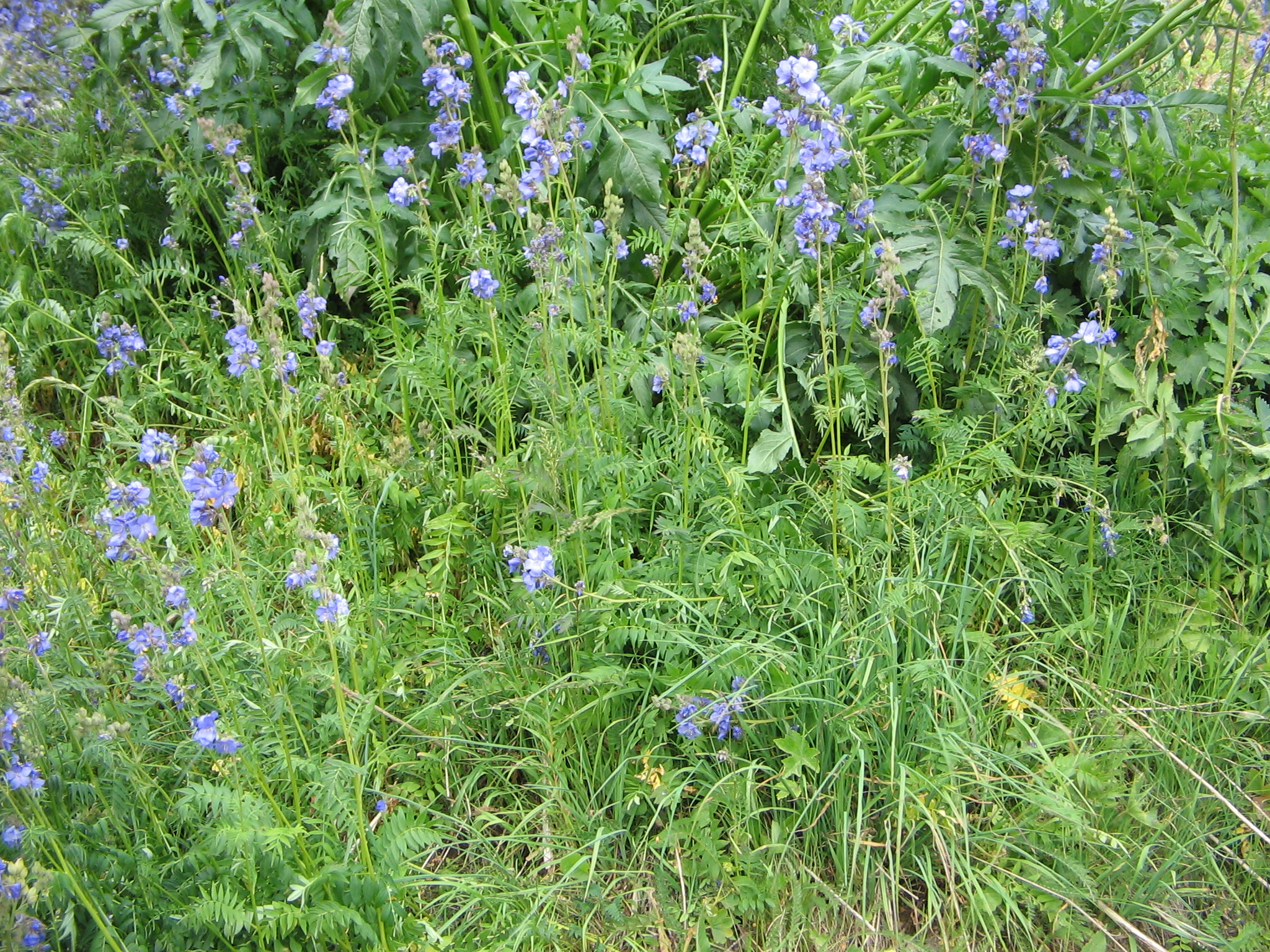
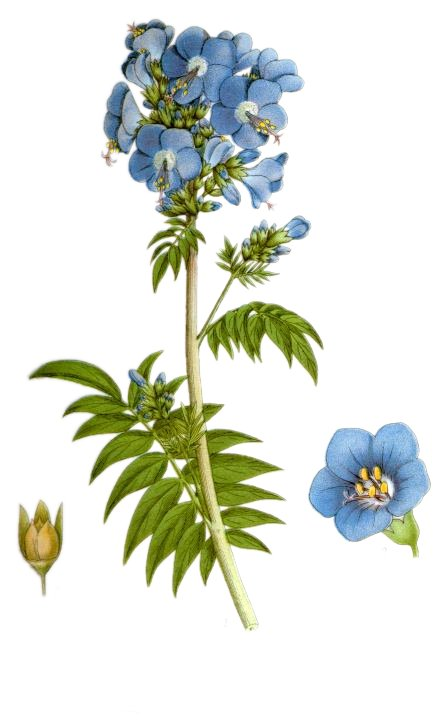
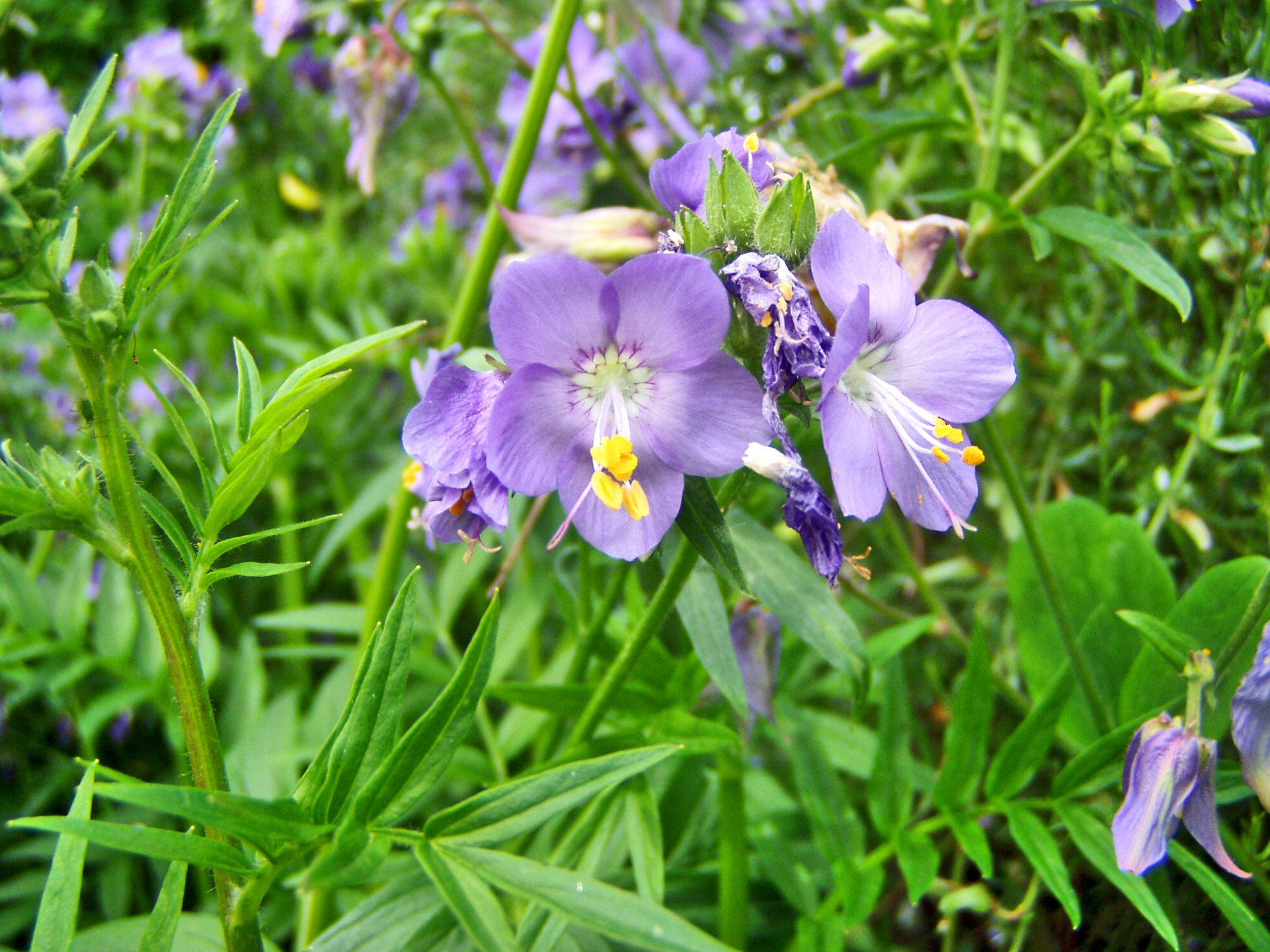
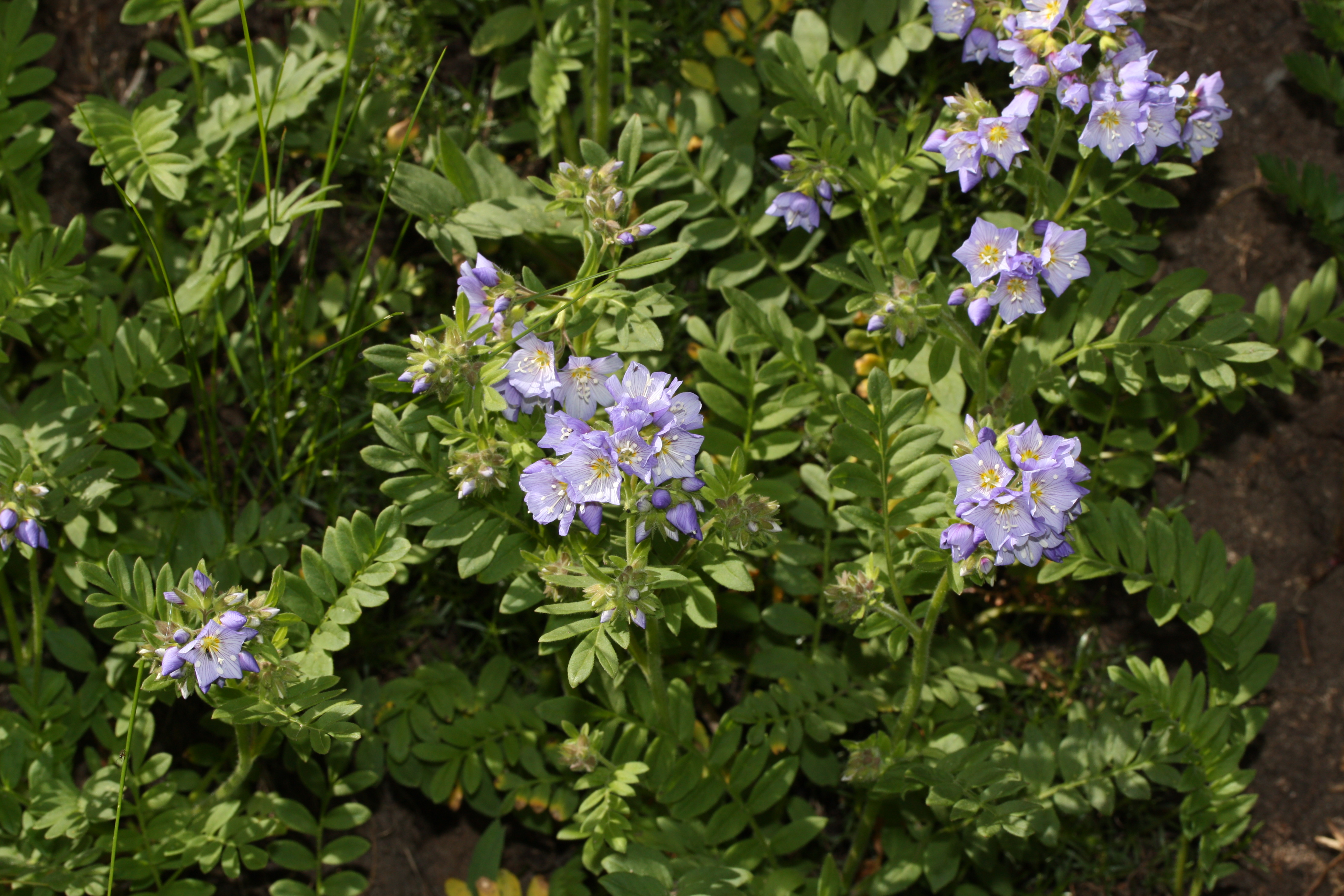